# NBA Finals 2020
Die NBA Finals der Saison 2019/20 in der nordamerikanischen Basketball-Profiliga NBA wurden vom 30. September bis zum 11. Oktober 2020 US-amerikanischer Zeit zwischen den Los Angeles Lakers (Sieger der Western Conference) und den Miami Heat (Sieger der Eastern Conference) ausgetragen. Wie die gesamten Play-offs wurde auch die letzte Runde im Best-of-seven-Verfahren entschieden.
Alle sechs Spiele fanden aufgrund der COVID-19-Pandemie in der NBA Bubble in der Nähe von Orlando, Florida statt, weswegen es – außer den Familien der Spieler – bei keinem der Spiele Zuschauer gab.
Die Los Angeles Lakers entschieden die Serie bereits im sechsten Spiel mit 4:2 für sich entscheiden und sicherten sich somit ihre 17. NBA-Meisterschaft. Als NBA Finals MVP wurde zum vierten Mal in seiner Karriere LeBron James ausgezeichnet, der über die sechs Spiele durchschnittlich 29,8 Punkte, 11,8 Rebounds und 8,5 Assists erzielte.

## Vor den Finals
| Miami Heat (Eastern Conference Champion) | Miami Heat (Eastern Conference Champion)       | Los Angeles Lakers (Western Conference Champion) | Los Angeles Lakers (Western Conference Champion) |
| ---------------------------------------- | ---------------------------------------------- | ------------------------------------------------ | ------------------------------------------------ |
| Regular season                           | 44–29 (.603) 1. Southeast, 5. East, 11. gesamt | Regular season                                   | 52–19 (.732) 1. Pacific, 1. West, 3. gesamt      |
| Erste Runde                              | Besiegten die (4) Indiana Pacers, 4–0          | Erste Runde                                      | Besiegten die (8) Portland Trail Blazers, 4–1    |
| Conference Semifinals                    | Besiegten die (1) Milwaukee Bucks, 4–1         | Conference Semifinals                            | Besiegten die (4) Houston Rockets, 4–1           |
| Conference Finals                        | Besiegten die (3) Boston Celtics, 4–2          | Conference Finals                                | Besiegten die (3) Denver Nuggets, 4–1            |

### Spiele in der Hauptrunde
Die Los Angeles Lakers gewannen beide Partien:
| 8. November 2019 | Zusammenfassung | Miami Heat 80, Los Angeles Lakers 95 | Miami Heat 80, Los Angeles Lakers 95 | Miami Heat 80, Los Angeles Lakers 95 | STAPLES Center, Los Angeles |
| 8. November 2019 | Zusammenfassung |                                      |                                      |                                      | STAPLES Center, Los Angeles |
| 8. November 2019 | Zusammenfassung |                                      |                                      |                                      | STAPLES Center, Los Angeles |
| 8. November 2019 | Zusammenfassung |                                      |                                      |                                      | STAPLES Center, Los Angeles |

| 13. Dezember 2019 | Zusammenfassung | Los Angeles Lakers 113, Miami Heat 110 | Los Angeles Lakers 113, Miami Heat 110 | Los Angeles Lakers 113, Miami Heat 110 | American Airlines Arena, Miami |
| 13. Dezember 2019 | Zusammenfassung |                                        |                                        |                                        | American Airlines Arena, Miami |
| 13. Dezember 2019 | Zusammenfassung |                                        |                                        |                                        | American Airlines Arena, Miami |
| 13. Dezember 2019 | Zusammenfassung |                                        |                                        |                                        | American Airlines Arena, Miami |

## Spielplan
Der Spielbeginn wird jeweils in der Ortszeit (Eastern Daylight Time) und in der Mitteleuropäischen Sommerzeit angegeben. Wie in den USA üblich wird in den jeweiligen Einzelspielen die Auswärtsmannschaft zuerst genannt.

### Gesamtübersicht
Die Serie endet, wenn sie durch eine Mannschaft mit vier Siegen für sich entschieden wird. Das war nach dem vierten Sieg der Los Angeles Lakers im sechsten Spiel der Fall.
| Team               | Spiel | Spiel | Spiel | Spiel | Spiel | Spiel | Siege |
| Team               | 1     | 2     | 3     | 4     | 5     | 6     | Siege |
| ------------------ | ----- | ----- | ----- | ----- | ----- | ----- | ----- |
| Miami Heat         | 98    | 114   | 115   | 96    | 111   | 93    | 2     |
| Los Angeles Lakers | 116   | 124   | 104   | 102   | 108   | 106   | 4     |

### 1. Spiel
| 30. Sept. 2020 21:00 Uhr (EDT) | 1. Oktober 2020 3:00 Uhr (MESZ) Zusammenfassung | Miami Heat 98, Los Angeles Lakers 116                                       | Miami Heat 98, Los Angeles Lakers 116 | Miami Heat 98, Los Angeles Lakers 116                                      | AdventHealth Arena, Bay Lake, Florida Schiedsrichter: Marc Davis, Kane Fitzgerald, Josh Tiven | ABC |
| 30. Sept. 2020 21:00 Uhr (EDT) | 1. Oktober 2020 3:00 Uhr (MESZ) Zusammenfassung | Punkte pro Viertel: 28–31, 20–34, 19–18, 31–23                              |                                       |                                                                            | AdventHealth Arena, Bay Lake, Florida Schiedsrichter: Marc Davis, Kane Fitzgerald, Josh Tiven | ABC |
| 30. Sept. 2020 21:00 Uhr (EDT) | 1. Oktober 2020 3:00 Uhr (MESZ) Zusammenfassung | Punkte: Jimmy Butler 23 Rebounds: Kendrick Nunn 5 Assists: Andre Iguodala 6 |                                       | Punkte: Anthony Davis 34 Rebounds: LeBron James 13 Assists: LeBron James 9 | AdventHealth Arena, Bay Lake, Florida Schiedsrichter: Marc Davis, Kane Fitzgerald, Josh Tiven | ABC |
| 30. Sept. 2020 21:00 Uhr (EDT) | 1. Oktober 2020 3:00 Uhr (MESZ) Zusammenfassung | Los Angeles geht in der Serie mit 1:0 in Führung                            |                                       |                                                                            | AdventHealth Arena, Bay Lake, Florida Schiedsrichter: Marc Davis, Kane Fitzgerald, Josh Tiven | ABC |

Lakers’ Anthony Davis erzielte 34 Punkte, neun Rebounds und fünf Assist im ersten Final-Spiel seiner Karriere, außerdem kam LeBron James mit 25 Punkten, 13 Rebounds und neun Assists beinahe auf ein Triple-double, womit die beiden Los Angeles zu einem 116:98-Sieg gegen die Miami Heat verhalfen.
Zwischenzeitlich führten die Heat 23:10 im ersten Viertel, bevor die Lakers diese mit 55:25 bis zum Schluss des zweiten Viertels übertrafen, womit sie mit einer 65:48-Führung in die Halbzeit gingen. Im dritten Viertel erweiterten die Lakers ihre Führung auf bis zu 32 Punkte. Schlussendlich gewannen die Lakers das Spiel mit einer Führung von 18 Punkten.
Noch vor Ende der ersten Hälfte verrenkte sich Jimmy Butler seinen linken Fußknöchel, verblieb dennoch bis zum Ende im Spiel und beendete es mit 23 Punkten. Goran Dragić hingegen verletzte sich bei vier Minuten verbleibender Spielzeit im zweiten Viertel und kam daraufhin nicht mehr aufs Parkett zurück. Bam Adebayo zog sich im dritten Viertel eine Schulterverletzung zu und verließ daraufhin auch das Spiel.

### 2. Spiel
| 2. Oktober 2020 21:00 Uhr (EDT) | 3. Oktober 2020 3:00 Uhr (MESZ) Zusammenfassung | Miami Heat 114, Los Angeles Lakers 124                                    | Miami Heat 114, Los Angeles Lakers 124 | Miami Heat 114, Los Angeles Lakers 124                                     | AdventHealth Arena, Bay Lake, Florida Schiedsrichter: James Capers Jr., David Guthrie, Eric Lewis | ABC |
| 2. Oktober 2020 21:00 Uhr (EDT) | 3. Oktober 2020 3:00 Uhr (MESZ) Zusammenfassung | Punkte pro Viertel: 23-29, 31-39, 39-35, 21-21                            |                                        |                                                                            | AdventHealth Arena, Bay Lake, Florida Schiedsrichter: James Capers Jr., David Guthrie, Eric Lewis | ABC |
| 2. Oktober 2020 21:00 Uhr (EDT) | 3. Oktober 2020 3:00 Uhr (MESZ) Zusammenfassung | Punkte: Jimmy Butler 25 Rebounds: Jimmy Butler 13 Assists: Kelly Olynyk 9 |                                        | Punkte: LeBron James 33 Rebounds: Anthony Davis 14 Assists: Rajon Rondo 10 | AdventHealth Arena, Bay Lake, Florida Schiedsrichter: James Capers Jr., David Guthrie, Eric Lewis | ABC |
| 2. Oktober 2020 21:00 Uhr (EDT) | 3. Oktober 2020 3:00 Uhr (MESZ) Zusammenfassung | Los Angeles führt die Serie mit 2:0                                       |                                        |                                                                            | AdventHealth Arena, Bay Lake, Florida Schiedsrichter: James Capers Jr., David Guthrie, Eric Lewis | ABC |

Im zweiten Spiel erzielte James 33 und Davis 32 Punkte, womit sie das erste Lakers-Duo seit Kobe Bryant und Shaquille O’Neal im dritten Spiel der NBA Finals 2002 mit jeweils 30 Punkte oder mehr einem Finalspiel wurden. James fügte noch neun Rebounds und neun Assists hinzu, und Davis verwarf während des Spiels nur fünf seiner 20 Wurfversuche.
Miami musste auf zwei Spieler verzichten: Bam Adebayo (Nacken und linke Schulter) und Goran Dragić (gerissene linke Plantarfaszie) fehlten verletzt.
Die von Verletzungen geschwächten Heat wurden von Jimmy Butler mit 25 Punkten und 13 Assists und Kelly Olynyk mit 24 Punkten von der Bank (9 von 16 Feldwürfen 3 von 5 Freiwürfen) angeführt. Adebayo und Dragić wurden von Meyers Leonard und Tyler Herro in der Starting Five ersetzt, womit Herro im Alter von 20 Jahren und 256 Tagen der jüngste Starter in der Geschichte der NBA-Finals wurde. Der vorherige Rekordhalter war Magic Johnson, der acht Tage älter war, als er im ersten Spiel der NBA Finals 1980 gegen die Philadelphia 76ers in der Anfangsaufstellung stand.

### 3. Spiel
| 4. Oktober 2020 19:30 Uhr (EDT) | 5. Oktober 2020 1:30 Uhr (MESZ) Zusammenfassung | Los Angeles Lakers 104, Miami Heat 115                                    | Los Angeles Lakers 104, Miami Heat 115 | Los Angeles Lakers 104, Miami Heat 115                                     | AdventHealth Arena, Bay Lake, Florida Schiedsrichter: Tony Brothers, Scott Foster, Pat Fraher | ABC |
| 4. Oktober 2020 19:30 Uhr (EDT) | 5. Oktober 2020 1:30 Uhr (MESZ) Zusammenfassung | Punkte pro Viertel: 23–26, 31–32, 26–27, 24–30                            |                                        |                                                                            | AdventHealth Arena, Bay Lake, Florida Schiedsrichter: Tony Brothers, Scott Foster, Pat Fraher | ABC |
| 4. Oktober 2020 19:30 Uhr (EDT) | 5. Oktober 2020 1:30 Uhr (MESZ) Zusammenfassung | Punkte: LeBron James 25 Rebounds: LeBron James 10 Assists: LeBron James 8 |                                        | Punkte: Jimmy Butler 40 Rebounds: Jimmy Butler 13 Assists: Jimmy Butler 11 | AdventHealth Arena, Bay Lake, Florida Schiedsrichter: Tony Brothers, Scott Foster, Pat Fraher | ABC |
| 4. Oktober 2020 19:30 Uhr (EDT) | 5. Oktober 2020 1:30 Uhr (MESZ) Zusammenfassung | Los Angeles führt die Serie mit 2:1                                       |                                        |                                                                            | AdventHealth Arena, Bay Lake, Florida Schiedsrichter: Tony Brothers, Scott Foster, Pat Fraher | ABC |

Jimmy Butler erzielte in diesem Spiel 40 Punkte, 11 Rebounds und 13 Assists, womit er Miami zu einem 115:104-Sieg gegen die Lakers führte, während Adebayo und Dragić weiterhin verletzungsbedingt aussetzen mussten. Damit wurde Butler nach Jerry West (1969) und LeBron James (2015) der dritte Spieler in der Geschichte der NBA-Finals, welcher ein Triple-Double mit mindestens 40 Punkten erzielte. Er wurde außerdem der erste Spieler, dem diese Leistung bei einem Sieg gelang. Des Weiteren wurde Butler der erste Spieler in der NBA-Geschichte, der in einem Finalspiel jeweils mehr Punkte, Rebounds und Assists als LeBron James erzielte.
Nachdem die Lakers bei verbleibenden acht Minuten und 55 Sekunden mit 91:89 geführt hatten, gelang Miami ein 26:13-Lauf, womit die Mannschaft das Spiel noch drehte und mit einer 11-Punkte-Führung gewann. Während des Laufs am Ende des Spiels war Butler an 23 der letzten 26 Punkte beteiligt. Er erzielte 10 Punkte selbst, 13 Punkte kamen in Folge seiner Vorlagen zustande.
Davis hatte zu Spielbeginn Probleme mit Fouls und kam im Verlauf der Begegnung auf nur 15 Punkte und fünf Rebounds. Herro und Olynyk erzielten jeweils 17 Punkte für Miami, während Kyle Kuzma und Markieff Morris als Einwechselspieler jeweils 19 Punkte für die Lakers erzielten. Miamis Startformation übertraf die der Lakers mit 89:51 Punkten.

### 4. Spiel
| 6. Oktober 2020 21:00 Uhr (EDT) | 7. Oktober 2020 3:00 Uhr (MESZ) Zusammenfassung | Los Angeles Lakers 102, Miami Heat 96                                     | Los Angeles Lakers 102, Miami Heat 96 | Los Angeles Lakers 102, Miami Heat 96                                     | AdventHealth Arena, Bay Lake, Florida Schiedsrichter: Tony Brown, John Goble, Zach Zarba | ABC |
| 6. Oktober 2020 21:00 Uhr (EDT) | 7. Oktober 2020 3:00 Uhr (MESZ) Zusammenfassung | Punkte pro Viertel: 27–22, 22–25, 26–23, 27–26                            |                                       |                                                                           | AdventHealth Arena, Bay Lake, Florida Schiedsrichter: Tony Brown, John Goble, Zach Zarba | ABC |
| 6. Oktober 2020 21:00 Uhr (EDT) | 7. Oktober 2020 3:00 Uhr (MESZ) Zusammenfassung | Punkte: LeBron James 28 Rebounds: LeBron James 12 Assists: LeBron James 8 |                                       | Punkte: Jimmy Butler 22 Rebounds: Jimmy Butler 10 Assists: Jimmy Butler 9 | AdventHealth Arena, Bay Lake, Florida Schiedsrichter: Tony Brown, John Goble, Zach Zarba | ABC |
| 6. Oktober 2020 21:00 Uhr (EDT) | 7. Oktober 2020 3:00 Uhr (MESZ) Zusammenfassung | Los Angeles führt die Serie mit 3:1                                       |                                       |                                                                           | AdventHealth Arena, Bay Lake, Florida Schiedsrichter: Tony Brown, John Goble, Zach Zarba | ABC |

Mit 39,5 im Spiel verbleibenden Sekunden, traf Davis einen 3er um den Lakers einen Neun-Punkte Vorsprung zu geben und seinem Team damit den Sieg zu sichern, womit die Lakers ihre Führung in der Serie auf 3:1 verbesserten.
Nachdem Adebayo zwei Spiele in Folge verletzungsbedingt fehlte, stand er in Spiel 4 wieder auf dem Feld und erzielte 15 Punkte und sieben Rebounds. Butler hingegen legte 22 Punkte, 10 Rebounds und 9 Assists auf.
James legte 28 Punkte, 12 Rebounds und acht Assists auf, während Davis 22 Punkte, neun Rebounds und vier Assists erzielte. Mit 3:05 Minuten verbleibend verwarf Butler nur ganz knapp einen Dreier, welcher den Heat eine 91:90-Führung gegeben hätte. Daraufhin traf Kentavious Caldwell-Pope zweimal in Folge, zuerst einen Dreier und dann einen Korbleger, womit er die Führung auf 95:88 ausbaute.

### 5. Spiel
| 9. Oktober 2020 21:00 Uhr (EDT) | 10. Oktober 2020 3:00 Uhr (MESZ) Zusammenfassung | Miami Heat 111, Los Angeles Lakers 108                                     | Miami Heat 111, Los Angeles Lakers 108 | Miami Heat 111, Los Angeles Lakers 108                                    | AdventHealth Arena, Bay Lake, Florida Schiedsrichter: Marc Davis, Kane Fitzgerald, Eric Lewis | ABC |
| 9. Oktober 2020 21:00 Uhr (EDT) | 10. Oktober 2020 3:00 Uhr (MESZ) Zusammenfassung | Punkte pro Viertel: 25–24, 35–32, 28–26, 23–26                             |                                        |                                                                           | AdventHealth Arena, Bay Lake, Florida Schiedsrichter: Marc Davis, Kane Fitzgerald, Eric Lewis | ABC |
| 9. Oktober 2020 21:00 Uhr (EDT) | 10. Oktober 2020 3:00 Uhr (MESZ) Zusammenfassung | Punkte: Jimmy Butler 35 Rebounds: Jimmy Butler 12 Assists: Jimmy Butler 11 |                                        | Punkte: LeBron James 40 Rebounds: LeBron James 13 Assists: LeBron James 7 | AdventHealth Arena, Bay Lake, Florida Schiedsrichter: Marc Davis, Kane Fitzgerald, Eric Lewis | ABC |
| 9. Oktober 2020 21:00 Uhr (EDT) | 10. Oktober 2020 3:00 Uhr (MESZ) Zusammenfassung | Los Angeles führt die Serie mit 3:2                                        |                                        |                                                                           | AdventHealth Arena, Bay Lake, Florida Schiedsrichter: Marc Davis, Kane Fitzgerald, Eric Lewis | ABC |

Mit 40 Punkten, 13 Rebounds und sieben Assists führte James die Lakers fast zum Sieg und damit zur NBA-Meisterschaft, jedoch gewannen die Heat 111:108, angeführt von Butler mit 35 Punkten, 12 Rebounds, 11 Assists und fünf Steals.
Bei 18,8 Sekunden verbleibender Spielzeit lagen die Lakers einen Punkt zurück, James zog zum Korb und wurde von mehreren Heat-Spielern verteidigt. Er passte den Ball zum an der Dreierlinie freistehenden Danny Green, der den Wurf bei 7,1 Sekunden Restzeit jedoch nicht traf. Markieff Morris sicherte den abprallenden Ball, warf ihn jedoch ins Aus, womit die Heat bei 2,2 verbleibenden Sekunden und in Führung liegend in Ballbesitz kamen.
Duncan Robinson beendete das Spiel mit 26 Punkten und sieben Dreipunkttreffern, womit er Gary Neals Rekord der meisten Dreier eines nicht im Draftverfahren ausgewählten Spielers in einem Finalspiel brach. Am Ende des Spiels war Butler sichtlich erschöpft, da er im gesamten Spiel nur 48 Sekunden auf der Bank saß und dazu das gesamte Spiel lang Davis sowie James verteidigt hatte. Er wurde nach LeBron James zum zweiten Spieler in der Geschichte der NBA mit mehreren Triple-Doubles mit mindestens 30 Punkten in einer Finalserie. James gelang das 2015. Butler stellte eine weitere Bestmarke auf: Er wurde der erste Spieler mit mindestens 35 Punkten, 10 Rebounds, 10 Assists und fünf Steals in einem Finalspiel.

### 6. Spiel
| 11. Oktober 2020 19:30 Uhr (EDT) | 12. Oktober 2020 1:30 Uhr (MESZ) Zusammenfassung | Los Angeles Lakers 106, Miami Heat 93                                       | Los Angeles Lakers 106, Miami Heat 93 | Los Angeles Lakers 106, Miami Heat 93                                   | AdventHealth Arena, Bay Lake, Florida Schiedsrichter: Tony Brothers, James Capers Jr., David Guthrie | ABC |
| 11. Oktober 2020 19:30 Uhr (EDT) | 12. Oktober 2020 1:30 Uhr (MESZ) Zusammenfassung | Punkte pro Viertel: 28–20, 36–16, 23-22, 19-35                              |                                       |                                                                         | AdventHealth Arena, Bay Lake, Florida Schiedsrichter: Tony Brothers, James Capers Jr., David Guthrie | ABC |
| 11. Oktober 2020 19:30 Uhr (EDT) | 12. Oktober 2020 1:30 Uhr (MESZ) Zusammenfassung | Punkte: LeBron James 28 Rebounds: Anthony Davis 15 Assists: LeBron James 10 |                                       | Punkte: Bam Adebayo 25 Rebounds: Bam Adebayo 10 Assists: Jimmy Butler 8 | AdventHealth Arena, Bay Lake, Florida Schiedsrichter: Tony Brothers, James Capers Jr., David Guthrie | ABC |
| 11. Oktober 2020 19:30 Uhr (EDT) | 12. Oktober 2020 1:30 Uhr (MESZ) Zusammenfassung | Los Angeles gewinnt die Serie mit 4:2                                       |                                       |                                                                         | AdventHealth Arena, Bay Lake, Florida Schiedsrichter: Tony Brothers, James Capers Jr., David Guthrie | ABC |

James erzielte 28 Punkte, 14 Rebounds und 10 Assists, womit er die Lakers zu einem 106:93-Sieg und damit zur 17. NBA-Meisterschaft der Mannschaft führte. James gewann zum vierten Mal seiner Karriere den Titel und wurde zum vierten Mal in seiner Karriere zum NBA Finals MVP ernannt. Er wurde zum ersten Spieler der NBA-Geschichte, der mit drei verschiedenen Mannschaften diese Auszeichnung gewann.
Frank Vogel, der Head Coach der Lakers, entschied sich vor dem Spiel für eine kleinere und schnellere Aufstellung, indem er Dwight Howard aus der Startaufstellung nahm und stattdessen Caruso berief sowie Davis auf die Centerposition stellte. Im gesamten Spiel lagen die Lakers kein einziges Mal zurück und beendeten das erste Viertel mit einer 8-Punkte-Führung. Im zweiten Viertel übertrafen sie die Heat mit 20 mehr erzielten Punkten. Die Lakers führten 64:34 zur Halbzeit, was die zweitgrößte Führung zur Halbzeit in der Geschichte der Finals bedeutete, nur übertroffen von der 30-Punkte-Führung der Boston Celtics gegen die Lakers im ersten Spiel der Endspielserie im Jahr 1985.
Davis erzielte 19 Punkte and 15 Rebounds. Adebayo führte Miami mit 25 Punkten und 10 Rebounds an, während Butler nur zu 12 Punkten kam. Dragić stand zum ersten Mal seit dem ersten Spiel der Serie auf dem Feld, erzielte jedoch in 19-minütiger Einsatzzeit nur fünf Punkte (zwei von acht Feldwürfe) und fünf Rebounds.
Butler wurde nach LeBron James (2016) zum zweiten Spieler in der Geschichte der Finals, der seine Mannschaft in den Statistikwertungen Punkte, Rebounds, Assists, Blocks und Steals anführte.

## Kader
| Nr. | Nat.               | Name                     | Position       | Geburt     | Größe  | Info | College                            |
| --- | ------------------ | ------------------------ | -------------- | ---------- | ------ | ---- | ---------------------------------- |
| 0   | Vereinigte Staaten | Kyle Kuzma               | Forward        | 24.07.1995 | 206 cm |      | Utah                               |
| 1   | Vereinigte Staaten | Kentavious Caldwell-Pope | Guard          | 18.02.1993 | 196 cm |      | Georgia                            |
| 3   | Vereinigte Staaten | Anthony Davis            | Forward/Center | 11.03.1993 | 211 cm |      | Kentucky                           |
| 4   | Vereinigte Staaten | Alex Caruso              | Guard          | 28.02.1994 | 193 cm |      | Texas A&M                          |
| 5   | Vereinigte Staaten | Talen Horton-Tucker      | Guard          | 25.11.2000 | 193 cm | R    | Iowa State                         |
| 7   | Vereinigte Staaten | JaVale McGee             | Center         | 19.01.1988 | 213 cm |      | Nevada                             |
| 9   | Vereinigte Staaten | Rajon Rondo              | Guard          | 22.02.1986 | 185 cm |      | Kentucky                           |
| 10  | Vereinigte Staaten | Jared Dudley             | Forward        | 10.07.1985 | 201 cm |      | Boston College                     |
| 12  | Vereinigte Staaten | Devontae Cacok           | Forward        | 08.10.1996 | 201 cm | G/R  | UNC Wilmington                     |
| 14  | Vereinigte Staaten | Danny Green              | Guard/Forward  | 22.06.1987 | 198 cm |      | North Carolina                     |
| 18  | Vereinigte Staaten | Dion Waiters             | Guard          | 10.12.1991 | 193 cm |      | Syracuse                           |
| 21  | Vereinigte Staaten | J. R. Smith              | Guard/Forward  | 09.09.1985 | 198 cm |      | St. Benedict's Preparatory HS (NJ) |
| 23  | Vereinigte Staaten | LeBron James             | Forward        | 30.12.1984 | 203 cm |      | St.Vincent-St.Mary HS (OH)         |
| 28  | Vereinigte Staaten | Quinn Cook               | Guard          | 23.03.1993 | 188 cm |      | Duke                               |
| 37  | Griechenland       | Kostas Antetokounmpo     | Forward        | 20.11.1997 | 211 cm | G    | Dayton                             |
| 39  | Vereinigte Staaten | Dwight Howard            | Center         | 08.12.1985 | 211 cm |      | Atlanta Christian Academy (HS)     |
| 88  | Vereinigte Staaten | Markieff Morris          | Forward        | 02.09.1989 | 208 cm |      | Kansas                             |

| Nat.               | Name             | Position              |
| ------------------ | ---------------- | --------------------- |
| Vereinigte Staaten | Frank Vogel      | Head Coach            |
| Vereinigte Staaten | Jason Kidd       | Stellvertr. Chefcoach |
| Vereinigte Staaten | Lionel Hollins   | Assistenzcoach        |
| Vereinigte Staaten | Phil Handy       | Assistenzcoach        |
| Vereinigte Staaten | Miles Simon      | Assistenzcoach        |
| Vereinigte Staaten | Mike Penberthy   | Assistenzcoach        |
| unbekannt          | Quinton Crawford | Assistenzcoach        |
| unbekannt          | Nina Hsieh       | Medizinischer Trainer |

| Abk. | Bedeutung                       |
| ---- | ------------------------------- |
| Nr.  | Trikotnummer                    |
| Nat. | Nationalität                    |
| C    | Mannschaftskapitän              |
| R    | Rookie                          |
| FA   | Free Agent                      |
| G    | Two-Way-Contract                |
|      | Verletzungsbedingte Inaktivität |

Quelle:

| Nr. | Nat.                       | Name              | Position       | Geburt     | Größe  | Info | College          |
| --- | -------------------------- | ----------------- | -------------- | ---------- | ------ | ---- | ---------------- |
| 0   | Vereinigte Staaten         | Meyers Leonard    | Center         | 27.02.1992 | 216 cm |      | Illinois         |
| 2   | Nigeria Vereinigte Staaten | Gabe Vincent      | Guard          | 14.06.1996 | 191 cm | G/R  | UC Santa Barbara |
| 4   | Vereinigte Staaten         | K. Z. Okpala      | Forward        | 28.04.1999 | 206 cm | R    | Stanford         |
| 5   | Vereinigte Staaten         | Derrick Jones Jr. | Guard/Forward  | 15.02.1997 | 201 cm |      | UNLV             |
| 7   | Slowenien                  | Goran Dragić      | Guard          | 06.05.1986 | 191 cm |      | Slowenien        |
| 9   | Kanada                     | Kelly Olynyk      | Forward/Center | 19.04.1991 | 213 cm |      | Gonzaga          |
| 13  | Vereinigte Staaten         | Bam Adebayo       | Forward/Center | 18.07.1997 | 208 cm |      | Kentucky         |
| 14  | Vereinigte Staaten         | Tyler Herro       | Guard          | 20.01.2000 | 196 cm | R    | Kentucky         |
| 17  | Kanada                     | Kyle Alexander    | Forward        | 21.10.1996 | 208 cm | G/R  | Tennessee        |
| 22  | Vereinigte Staaten         | Jimmy Butler      | Guard/Forward  | 14.09.1989 | 200 cm |      | Marquette        |
| 25  | Vereinigte Staaten         | Kendrick Nunn     | Guard          | 03.08.1995 | 191 cm | R    | Oakland          |
| 28  | Vereinigte Staaten         | Andre Iguodala    | Guard/Forward  | 28.01.1984 | 198 cm |      | Arizona          |
| 30  | Gabun                      | Chris Silva       | Forward        | 19.09.1996 | 203 cm | R    | South Carolina   |
| 40  | Vereinigte Staaten         | Udonis Haslem     | Forward/Center | 09.06.1980 | 203 cm |      | Florida          |
| 44  | Vereinigte Staaten         | Solomon Hill      | Forward        | 18.03.1991 | 203 cm |      | Arizona          |
| 55  | Vereinigte Staaten         | Duncan Robinson   | Guard          | 22.04.1994 | 203 cm |      | Michigan         |
| 99  | Vereinigte Staaten         | Jae Crowder       | Forward        | 06.07.1990 | 198 cm |      | Marquette        |

| Nat.                    | Name                | Position                              |
| ----------------------- | ------------------- | ------------------------------------- |
| Vereinigte Staaten      | Erik Spoelstra      | Head Coach                            |
| Vereinigte Staaten      | Dan Craig           | Assistenzcoach                        |
| Vereinigte Staaten      | Malik Allen         | Assistenzcoach                        |
| Vereinigte Staaten      | Chris Quinn         | Assistenzcoach zur Spielerentwicklung |
| Kuba Vereinigte Staaten | Octavio De La Grana | Assistenzcoach zur Spielerentwicklung |
| unbekannt               | Jay Sabol           | Medizinischer Trainer                 |

| Abk. | Bedeutung                       |
| ---- | ------------------------------- |
| Nr.  | Trikotnummer                    |
| Nat. | Nationalität                    |
| C    | Mannschaftskapitän              |
| R    | Rookie                          |
| G    | Two-Way-Contract                |
| S    | Suspension                      |
|      | Verletzungsbedingte Inaktivität |

Quelle: